# 供给
在国民经济中供给指的是一个经济人或者一批经济人愿意以一定价格换取钱或者其它货物或者服务的货物或者服务。
这个初步的定义有一个条件，即定义中所提到的货物的均匀性。只有在这个条件下才能将不同的经纪人所提供的货物的量总结到一起。从这个初步的定义可以引导出一个综合的定义，在这个定义中可以将一整个工业部门或者甚至于整个国民经济里所有被供给的货物的总量综合到一起。通过计算这样获得的综合供给的价格的平均值可以获得一个货物在这个国民经济中的平均价格。

## 经济学
在经济学中一般认为价格与供给货物的量之间有系统性的联系。一般认为价格升高会导致供给量的提高。就货物而言这个关系直接可以从新古典经济学中推导出来，但是生产力显然不遵从这个规律。

## 经济分析
从经济分析的角度来看上面的这个规则随着综合度的提高越来越不适用，原因是在综合的同时整个被综合的供给的边缘条件发生变化，因此上述规律在综合过程中不适用了。
此外在经济分析中还区分一个单个经济人提供的个人供给和所有供给人提供的总供给。

## 价格理论
在新古典经济学的价值理论中一般认为在竞争中一个货物的当前的价格是通过总供给和需求量决定的。